# La Tribune des femmes
La Tribune des femmes, à l'origine La Femme libre, est un journal féministe fondé en 1832 qui s'inscrit dans le mouvement saint-simonien, dont de nombreuses femmes féministes épousèrent la cause au début des années 1830.

## Historique
À l'origine, deux jeunes prolétaires ayant récemment quitté le mouvement saint-simonien, Marie-Reine Guindorf et Désirée Véret, publièrent un journal au nom symbolique de La Femme libre avec l'aide du docteur Malatier. Leur départ pour le Fouriérisme laisse la place libre.
Suzanne Voilquin qui écrivait déjà dans les colonnes de cette petite feuille. La nouvelle directrice, « ouvrière, brodeuse autodidacte » est moins à l'aise avec le titre proclamation de l'origine, elle lui donne donc un nouveau nom : La Femme nouvelle ou L'Apostolat des femmes puis La Tribune des femmes.

« Étonnant périodique au ton parfois insolent, tenu par des femmes, jeunes pour la plupart, qui osent afficher leurs opinions et qui signent de leur prénom, "le seul qui leur appartienne en propre". Elles réclament un nom, une place dans la cité et s'insurgent contre les multiples marques de subalternité qui subsistent, malgré l'abolition des privilèges, depuis longtemps proclamée dans cette France des "droits de l'homme". (M. Riot-Sarcey) »

En 1834, après le suicide de Claire Démar, Suzanne Voilquin directrice, publie à sa demande, à titre posthume, son deuxième ouvrage Ma loi d'Avenir.

## Chronologie des titres
Des petites revues qui n'ont pour certaines qu'une existence de quelques numéros, mais chaque titre a son importance dans cette période pionnière.
- La Femme libre
- La Femme nouvelle
- L'Apostolat des femmes
- La Tribune des femmes

## Rédactrices
- Claire Démar
- Marie-Reine Guindorf
- Désirée Véret
- Suzanne Voilquin